# ۱۱۸۸ (میلادی)
۱۱۸۸ (میلادی) هزار و صد و هشتاد و هشتمین سال تقویم میلادی است.

## درگذشتگان
‎